# Jean-Pierre Darras
Jean-Pierre Darras (26 de noviembre de 1927 – 5 de julio de 1999) fue un actor y director teatral, cinematográfico y televisivo de nacionalidad francesa.

## Biografía
Nacido en París, Francia, su verdadero nombre era Jean-Pierre Dumontet. 
Inició la carrera teatral en el año 1949, formando parte, a partir de 1953, del elenco del Teatro Nacional Popular de Jean Vilar. A la vez, formó con Philippe Noiret, también miembro del TNP, un dúo de cabaret, « Darras et Noiret ». 
Entre 1959 y 1962, siempre con Philippe Noiret, participó en el programa televisivo de Denise Glaser Discorama, donde a menudo entrevistaba a artistas. El actor Jean Desailly también formaba parte del equipo. A partir de 1963, Denise Glaser presentó el show en solitario. 
Posteriormente, Jean-Pierre Darras se centró principalmente en la actividad teatral, destacando por su trabajo en el género del teatro de bulevar y en obras de Marcel Pagnol, autor del cual llevó a escena diferentes representaciones de la trilogía marsellesa del escritor. En 1993, con su esposa, Corinne Lahaye, fundó el festival de los Estivales de Carpentras, que se celebró hasta el año 2009.
Darras actuó también en diferentes producciones televisivas y cinematográficas, destacando su papel de Molière en la serie televisiva Molière pour rire et pour pleurer.
En 1982 se estrenó su única película como director y guionista, Le Braconnier de Dieu.
Fuera de su actividad artística habitual, el 21 de enero de 1993, con motivo del bicentenario de la ejecución de Luis XVI de Francia, leyó el Testamento del Rey en la Plaza de la Concordia, donde millares de personas se habían reunido para rendir homenaje al monarca.
Darras publicó en 1994 sus memorias, Pourquoi dites-vous ça en riant ?. El mismo año grabó varios discos producidos por Jean-Pierre Danel: Fables de La Fontaine, Lettres de mon moulin, Hans Christian Andersen, y diversos textos de Marcel Pagnol (en 1990 había narrado los filmes La gloria de mi padre y Le Château de ma mère) .

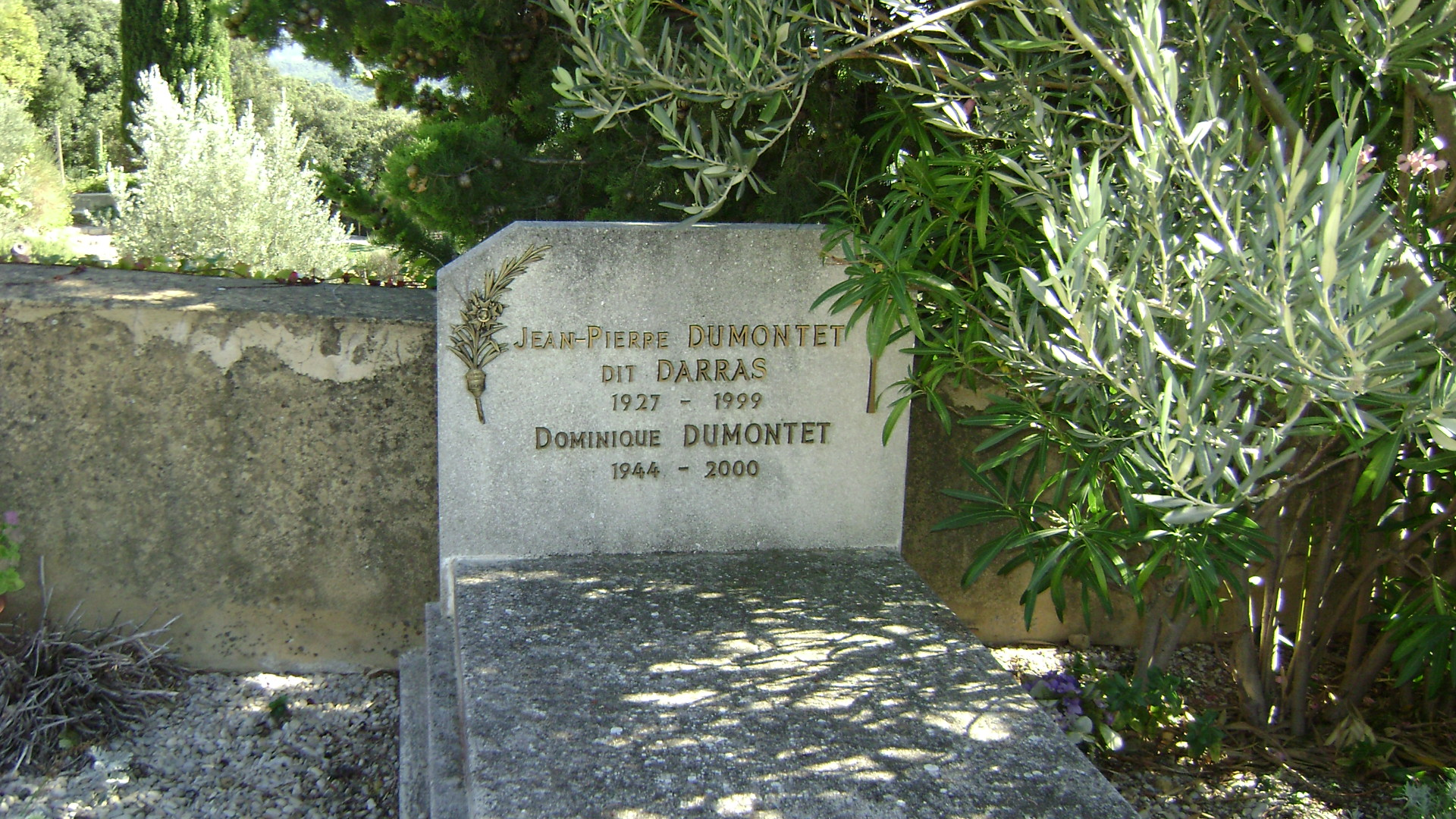
Tumba de Jean Pierre Darras

Jean-Pierre Darras falleció el 5 de julio de 1999, a causa de un cáncer de páncreas, en Créteil, Francia. Fue enterrado en Suzette. Había estado casado con las actrices Christiane Minazzoli y Corinne Lahaye.

## Teatro

### Actor
- 1949 : Amal et la lettre du Roi, de Rabindranath Tagore, escenografía de Jean Marchat, Théâtre des Mathurins
- 1949 : The Playboy of the Western World, de John Millington Synge, escenografía de Hubert Gignoux, Théâtre national de Bretagne
- 1949 : El avaro, de Molière, escenografía de Hubert Gignoux, Théâtre national de Bretagne
- 1949 : Un sombrero de paja de Italia, de Eugène Labiche y Marc-Michel, escenografía de Maurice Jacquemont, Théâtre national de Bretagne
- 1950 : Les Gueux au paradis, de Gaston-Marie Martens y André Obey, escenografía de Maurice Jacquemont, Théâtre national de Bretagne
- 1950 : George Dandin ou le Mari confondu, de Molière, escenografía de Maurice Jacquemont, Théâtre national de Bretagne
- 1950 : La Critique de l'École des femmes, de Molière, escenografía de Hubert Gignoux, Théâtre national de Bretagne
- 1950 : La escuela de las mujeres, de Molière, escenografía de Hubert Gignoux, Théâtre national de Bretagne
- 1950 : Barberine, de Alfred de Musset, escenografía de Hubert Gignoux, Théâtre national de Bretagne
- 1951 : Volpone, de Stefan Zweig y Jules Romains a partir de Ben Jonson, escenografía de Hubert Gignoux, Théâtre national de Bretagne
- 1951 : Œdipe ou Le Crépuscule des dieux, de Henri Ghéon, escenografía de Hubert Gignoux, Théâtre national de Bretagne
- 1952 : El enfermo imaginario, de Molière, escenografía de Henry Grangé, Théâtre national de Bretagne
- 1953 : Don Juan, de Molière, escenografía de Jean Vilar, Teatro Nacional Popular y Festival de Aviñón
- 1953 : Ricardo II, de William Shakespeare, escenografía de Jean Vilar, Teatro Nacional Popular y Festival de Aviñón
- 1953 : El médico a palos, de Molière, escenografía de Jean-Pierre Darras, Teatro Nacional Popular y Festival de Aviñón
- 1954 : Ruy Blas, de Victor Hugo, escenografía de Jean Vilar, Teatro Nacional Popular y Théâtre national de Chaillot
- 1954 : Cinna, de Pierre Corneille, escenografía de Jean Vilar, Teatro Nacional Popular y Festival de Aviñón
- 1954 : El príncipe de Hombourg, de Heinrich von Kleist, escenografía de Jean Vilar, Teatro Nacional Popular y Festival de Aviñón
- 1954 : Macbeth, de William Shakespeare, escenografía de Jean Vilar, Teatro Nacional Popular y Festival de Aviñón
- 1955 : Don Juan, de Molière, escenografía de Jean Vilar, Teatro Nacional Popular y Festival de Aviñón
- 1955 : La Ville, de Paul Claudel, escenografía de Jean Vilar, Teatro Nacional Popular y Festival de Aviñón
- 1955 : Marie Tudor, de Victor Hugo, escenografía de Jean Vilar, Teatro Nacional Popular y Festival de Aviñón
- 1956 : Cinna, de Pierre Corneille, escenografía de Jean Vilar, Teatro Nacional Popular y Festival de Aviñón
- 1956 : El príncipe de Hombourg, de Heinrich von Kleist, escenografía de Jean Vilar, Teatro Nacional Popular y Festival de Aviñón
- 1956 : Macbeth, de William Shakespeare, escenografía de Jean Vilar, Teatro Nacional Popular y Festival de Aviñón
- 1956 : Platonov, de Antón Chéjov, escenografía de Jean Vilar, Festival de Burdeos, Teatro Nacional Popular
- 1957 : El enfermo imaginario, de Molière, escenografía de Daniel Sorano, Teatro Nacional Popular y Théâtre national de Chaillot
- 1957 : Enrique IV, de Luigi Pirandello, escenografía de Jean Vilar, Teatro Nacional Popular, Festival de Aviñón, y Théâtre national de Chaillot
- 1957 : Las bodas de Fígaro, de Pierre-Augustin Caron de Beaumarchais, escenografía de Jean Vilar, Teatro Nacional Popular y Festival de Aviñón
- 1957 : Asesinato en la catedral, de T. S. Eliot, escenografía de Jean Vilar, Teatro Nacional Popular y Festival de Aviñón
- 1958 : Le Triomphe de l'amour, de Pierre de Marivaux, escenografía de Jean Vilar, Teatro Nacional Popular y Festival de Aviñón
- 1958 : Lorenzaccio, de Alfred de Musset, escenografía de Gérard Philipe, Teatro Nacional Popular y Festival de Aviñón
- 1958 : Marie Tudor, de Victor Hugo, escenografía de Jean Vilar, Teatro Nacional Popular y Festival de Aviñón
- 1959 : La Fête du cordonnier, de Michel Vinaver a partir de Thomas Dekker, escenografía de Georges Wilson, Teatro Nacional Popular y Théâtre national de Chaillot
- 1959 : Asesinato en la catedral, de T. S. Eliot, escenografía de Jean Vilar, Festival de Aviñón
- 1959 : Madre Coraje y sus hijos, de Bertolt Brecht, escenografía de Jean Vilar, Teatro Nacional Popular y Festival de Aviñón
- 1959 : La Mort de Danton, de Georg Büchner, escenografía de Jean Vilar, Teatro Nacional Popular y Théâtre national de Chaillot
- 1960 : Madre Coraje y sus hijos, de Bertolt Brecht, escenografía de Jean Vilar, Teatro Nacional Popular y Festival de Aviñón
- 1960 : Le Mobile, de Alexandre Rivemale, escenografía de Jean-Pierre Grenier, Théâtre Fontaine
- 1961 : Les Béhohènes, de Jean-Pierre Darras y Jean Cosmos, escenografía de ean-Pierre Darras, Théâtre du Vieux-Colombier
- 1961 : Arden de Feversham, adaptación de Yves Jamiaque, escenografía de Bernard Jenny, Théâtre du Vieux-Colombier
- 1962 : Les Foches, de Jean Marsan, escenografía de Jean Marsan y Marc Dolnitz, Théâtre des Nouveautés
- 1963 : Boeing boeing, de Marc Camoletti, escenografía de Christian-Gérard, Comédie Caumartin
- 1966 : La Bonne Adresse, de Marc Camoletti, escenografía de Christian-Gérard, Théâtre des Nouveautés
- 1966 : La Convention de Belzébir, de Marcel Aymé, escenografía de René Dupuy, Théâtre de l'Athénée
- 1968 : Le Gadget, de Alexandre Rivemale, escenografía de Henri Labussière, Théâtre des Mathurins
- 1968 : Le Renard et la Grenouille, de Sacha Guitry, escenografía de Pierre Dux, Théâtre du Gymnase Marie-Bell y Théâtre du Palais-Royal
- 1969 : On ne sait jamais, escrito y ditigido por André Roussin, Théâtre de la Michodière
- 1970 : On ne sait jamais, de André Roussin, escenografía del autor, Théâtre des Célestins
- 1971 : La main passe, de Georges Feydeau, escenografía de Pierre Mondy, Théâtre Marigny
- 1971 : Dieu aboie-t-il ? , de François Boyer, escenografía de Jean Négroni, Théâtre des Mathurins
- 1972 : Folie douce, de Jean-Jacques Bricaire y Maurice Lasaygues, escenografía de Michel Roux, Théâtre Marigny
- 1972 : La Camisole, de Joe Orton, escenografía de Jacques Mauclair, Théâtre de Paris
- 1973 : L'Arnacœur, de Pierrette Bruno, escenografía de Pierre Mondy, Théâtre de la Michodière
- 1976 : N'écoutez pas, mesdames !, de Sacha Guitry, escenografía de Michel Roux, Théâtre Saint-Georges
- 1978 : Lundi, la fête, de Franco Brusati, escenografía de Jacques Rosny, Théâtre Michel
- 1978 : I rusteghi, de Carlo Goldoni, escenografía de Claude Santelli, Théâtre de la Michodière
- 1979 : Ardèle ou la Marguerite, de Jean Anouilh, escenografía de Pierre Mondy y Roland Piétri, Théâtre Hébertot
- 1979 : La vuelta al mundo en ochenta días, de Pavel Kohout a partir de Jules Verne, escenografía de Jacques Rosny, Théâtre des Célestins
- 1982 : I rusteghi, de Carlo Goldoni, escenografía de Claude Santelli, Théâtre Eldorado
- 1986 : Ce sacré bonheur, de Jean Cosmos, escenografía de Michel Fagadau, Théâtre Montparnasse
- 1991 : La Trilogie marseillaise, de Marcel Pagnol, adaptación y escenografía de Jean-Luc Tardieu, Espace 44 de Nantes
- 1992 : La Trilogie marseillaise, de Marcel Pagnol, adaptación y escenografía de Jean-Luc Tardieu, Théâtre des Variétés
- 1993 : Topaze, de Marcel Pagnol, escenografía de Francis Perrin, Théâtre des Célestins
- 1997 : Le Voyage de monsieur Perrichon, de Eugène Labiche, escenografía de Jean-Luc Moreau, Théâtre Saint-Georges
- 1999 : Mon Molière imaginaire, ou quelques vies qui ont été la mienne, de Jean-Pierre Darras a partir de Sacha Guitry, Paul Claudel, Denis Diderot, William Shakespeare y Molière, escenografía de Jean-Luc Tardieu, Théâtre du Rond-Point

### Director
- 1953 : El médico a palos, de Molière, Festival de Aviñón
- 1961-1962 : Les Béhohènes, de Jean Cosmos y Henri Betti, Théâtre du Vieux-Colombier
- 1962 : El burgués gentilhombre, de Molière, Théâtre Hébertot
- 1970 : Au théâtre ce soir : Aux quatre coins, de Jean Marsan, dirección de Pierre Sabbagh, Théâtre Marigny
- 1971 : Zozo, de Jacques Mauclair, Théâtre des Célestins

## Filmografía

### Cine
- 1959 : Dos hombres de Manhattan, de Jean-Pierre Melville
- 1961 : Un nommé La Rocca, de Jean Becker
- 1964 : Lucky Jo, de Michel Deville
- 1964 : Monsieur, de Jean-Paul Le Chanois
- 1966 : La Seconde Vérité, de Christian-Jaque
- 1966 : Un mondo nuovo, de Vittorio De Sica
- 1966 : Safari diamants, de Michel Drach
- 1966 : Carré de dames pour un as, de Jacques Poitrenaud
- 1967 : Une cigarette pour un ingénu, de Gilles Grangier
- 1967 : Lagardère, de Jean-Pierre Decourt
- 1968 : Caroline chérie, de Denys de La Patellière
- 1968 : Le Tatoué, de Denys de La Patellière
- 1970 : Elle boit pas, elle fume pas, elle drague pas, mais... elle cause !, de Michel Audiard
- 1970 : Élise ou la Vraie Vie, de Michel Drach
- 1970 : Une veuve en or, de Michel Audiard
- 1970 : Et qu'ça saute, de Guy Lefranc
- 1971 : L'Alliance, de Christian de Chalonge
- 1971 : La Coqueluche, de Christian-Paul Arrighi
- 1972 : La Vieille Fille,  de Jean-Pierre Blanc
- 1972 : Le Viager, de Pierre Tchernia
- 1973 : Au rendez-vous de la mort joyeuse, de Juan Luis Buñuel
- 1973 : La Ville-bidon, de Jacques Baratier
- 1973 : Elle court, elle court la banlieue, de Gérard Pirès
- 1973 : L'Emmerdeur, de Édouard Molinaro
- 1974 : Dis-moi que tu m'aimes, de Michel Boisrond
- 1975 : Au-delà de la peur, de Yannick Andréi
- 1976 : Attention les yeux !, de Gérard Pirès
- 1976 : Oublie-moi, Mandoline, de Michel Wyn
- 1976 : D'amour et d'eau fraîche, de Jean-Pierre Blanc
- 1976 : Mords pas, on t'aime, de Yves Allégret
- 1976 : Le Chasseur de chez Maxim's, de Claude Vital
- 1977 : La Vie parisienne, de Christian-Jaque
- 1978 : Genre masculin, de Jean Marbœuf
- 1978 : La Carapate, de Gérard Oury
- 1980 : Trois hommes à abattre, de Jacques Deray
- 1981 : Les Fourberies de Scapin, de Roger Coggio
- 1981 : La Puce et le Privé, de Roger Kay
- 1981 : Le Chêne d'Allouville, de Serge Pénard
- 1981 : Signé Furax, de Marc Simenon
- 1981 : Pour la peau d'un flic, de Alain Delon
- 1982 : Le Bourgeois gentilhomme, de Roger Coggio
- 1982 : Te marre pas ... c'est pour rire !, de Jacques Besnard
- 1982 : Jamais avant le mariage, de Daniel Ceccaldi
- 1983 : Le Braconnier de Dieu, también director y guionista
- 1983 : Le Voleur de feuilles, de Pierre Trabaud
- 1983 : Adieu foulards, de Christian Lara
- 1985 : Astérix y la sorpresa del César, de Gaëtan y Paul Brizzi
- 1987 : Le Journal d'un fou, de Roger Coggio
- 1989 : Babar: the movie
- 1990 : La gloria de mi padre, de Yves Robert
- 1990 : Le Château de ma mère, de Yves Robert

### Televisión
- 1960 : Les Trois Sœurs
- 1961 : L'Amour des trois oranges, de Pierre Badel
- 1963 : Premier amour
- 1964 : Le Médecin malgré lui
- 1964 : Les Cabinets particuliers
- 1965 : Le train bleu s'arrête 13 fois, de Michel Drach
- 1966 : Les Compagnons de Jéhu
- 1967 : Malican père et fils
- 1967 : Lagardère, de Jean-Pierre Decourt
- 1967-1969 y 1971-1973 : Au théâtre ce soir
- 1968 : La Grammaire (Téléfilm)
- 1968 : Le Bourgeois gentilhomme, de Pierre Badel
- 1972 : Les Évasions célèbres, episodio Jean Henri, dit Latude ou L'entêtement de vivre, de Jean-Pierre Decourt
- 1973 : Molière pour rire et pour pleurer, de Marcel Camus
- 1974 y 1979 : Histoires insolites
- 1976 : Désiré
- 1977 : Dossier Danger immédiat, de Claude Barma
- 1977 : Les Folies Offenbach
- 1978 : Madame le juge
- 1978 : Histoires de voyous : La saison des voleurs
- 1978 : Lundi la fête
- 1979 : Le Tour du monde en 80 jours, de André Flédérick
- 1979 : L'hôtel du libre-échange, de Guy Séligmann
- 1980 y 1986 : Julien Fontanes, magistrat
- 1981 : Société amoureuse à responsabilité limitée
- 1981 : Le Mythomane
- 1981 : Ardèle ou la Marguerite
- 1982 : Spéciale dernière
- 1982 : Cinéma 16 - Comme un roseau, de Alain Dhénaut
- 1982 : Allô oui ? J'écoute!, de Jean Pignol
- 1982 : Madame S.O.S., de Marcel Mithois
- 1982 : Les Scénaristes ou les Aventures extraordinaires de Robert Michon
- 1983 : Par ordre du Roy
- 1983 : Merci Sylvestre
- 1984 : Les Enquêtes du commissaire Maigret, episodio L'Ami d'enfance de Maigret, de Stéphane Bertin
- 1984 : Péchés originaux
- 1985 : Le Canon paisible
- 1986 : L'Amour à la lettre
- 1987 : Florence ou la Vie de château
- 1987 : La Calanque
- 1994 : Topaze
- 1995 : Chien et Chat
- 1996 : Le Comédien
- 1997 : George Dandin ou le Mari confondu

## Discografía
- 1985 : Après moi (en dúo con Corinne Lahaye)